# Trencadís

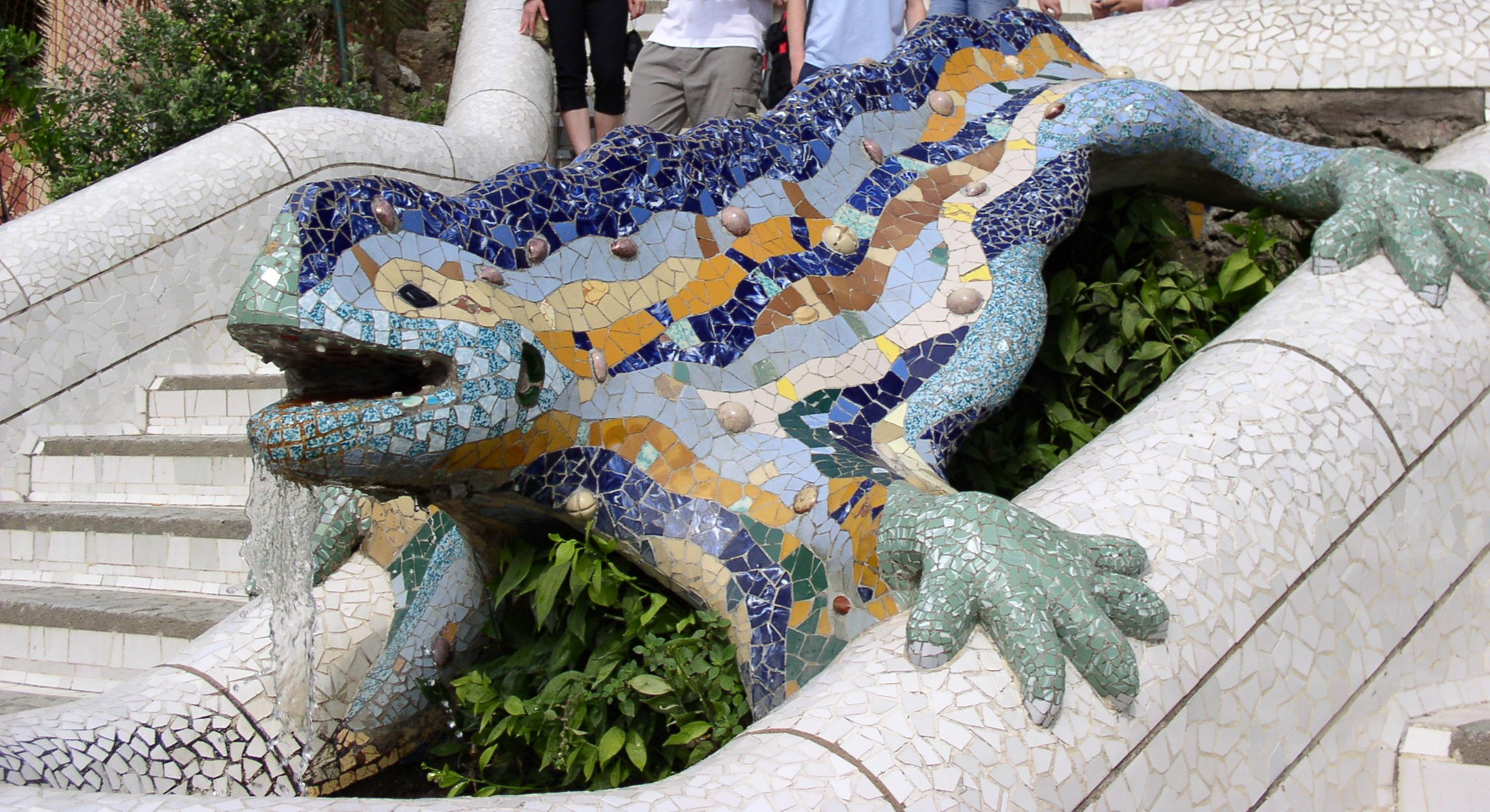
Dragón del Parque Güell realizado con la técnica del trencadís.

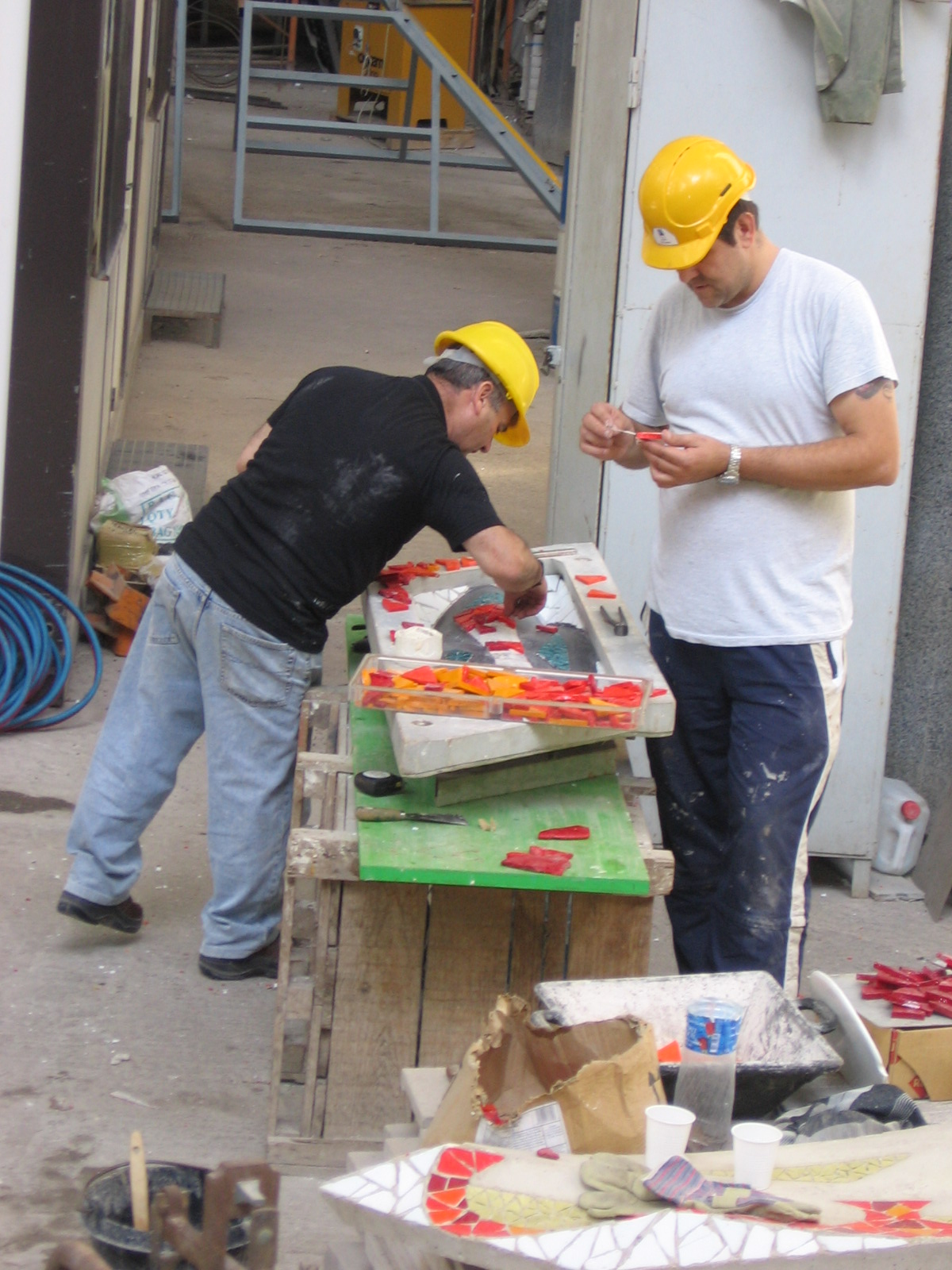
Composición del trencadís en las obras de la Sagrada Familia de Barcelona.

El trencadís (término de la lengua catalana que podría traducirse como troceado o 'picadillo') es un tipo de aplicación ornamental del mosaico a partir de fragmentos cerámicos —básicamente azulejos— unidos con argamasa; muy habitual y característico en la arquitectura modernista catalana y el modernismo valenciano.

## Historia
Los arquitectos modernistas ya eran —quizá por respeto a los recursos estéticos de la albañilería mediterránea— aficionados al uso de baldosas cerámicas, pero fue Antoni Gaudí quien propuso un sistema que se consideró inédito: el «trencadís». Relata una anécdota de la vida del artista, que Gaudí fue al taller de Lluís Brú y al ver como colocaban las piezas, agarró una baldosa y una maceta y rompiéndola exclamó: «A puñados se tienen que poner, si no, no acabaremos nunca». Se ha considerado a Josep Maria Jujol el encargado de aplicar esa 'técnica' y quien le dio la personalidad característica.
Se utilizaba material desechable de la fábrica Pujol i Bausis, emplazada en Esplugas de Llobregat, además de fragmentos de platos y tazas de café de loza blanca de diversa procedencia. También se utilizaron baldosas de cerámica y el mosaico con la técnica del opus tessellatum.
Con el fin de conseguir cromatismo, se optó por la utilización de cerámica esmaltada, que ofrece colores vivos, aprovechando la superficie lisa y pulida junto con la superficie tridimensional de su arquitectura, para causar el máximo efecto de brillo al incidir la luz en las composiciones.
Se podía construir con un método de aplicación indirecto, formándolo en el taller sobre una plantilla de papel, tapando el dibujo con los fragmentos de azulejo ("boca abajo", dejando a la vista el reverso), y llevándolo después a su lugar definitivo, sobre el que se dispone en sentido inverso. Cuando se da sin diseño previo, con un método de aplicación directa sobre una superficie de mortero blando ("boca arriba", dejando a la vista el anverso), es la habilidad artesanal del operario la que determina la belleza del resultado, que incluye alteraciones en la superficie y cambios de plano, dando una sensación de espontaneidad. A veces, se insistía en la aleatoriedad («A puñados se tienen que poner, si no, no acabaremos nunca», dijo el propio Gaudí).
La técnica del trencadís se utilizó por primera vez en el llamador de la entrada de la finca Güell, en la avenida de Pedralbes de Barcelona. En esta finca, la arquitectura sinuosa convirtió en necesidad romper baldosas donde no se podían utilizar enteras.
Al trocear baldosas que ya tenían su propia decoración y realizar una nueva composición sin relación con los dibujos de las piezas enteras, unido a la mezcla de fragmentos de diversas piezas, se consiguen efectos visuales peculiares y distintivos de esta técnica. En la actualidad se sigue utilizando esta técnica en otras obras.

## Ejemplos monumentales

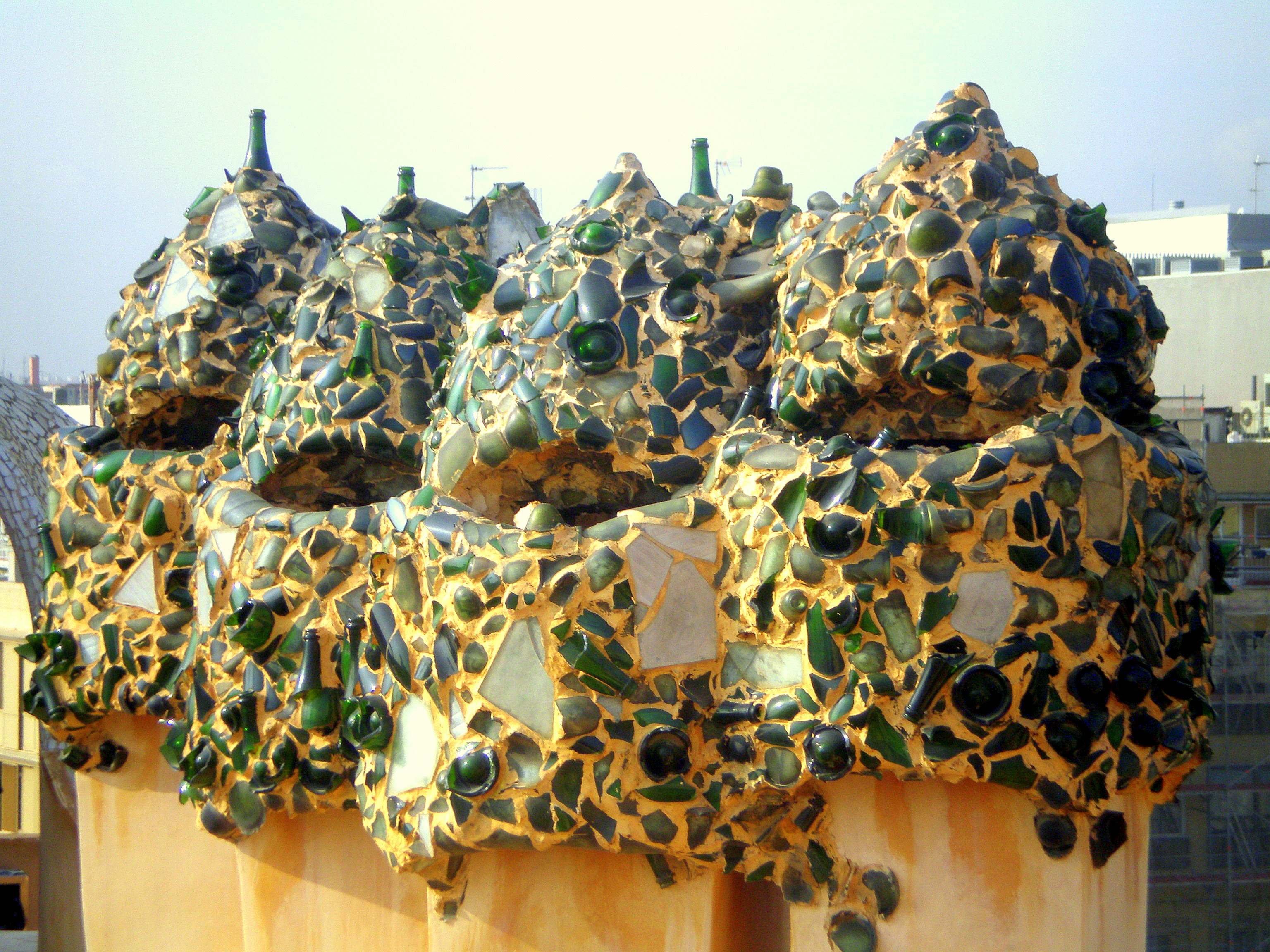
Azotea de la Casa Milá; se usan fragmentos de botellas en vez de azulejos.
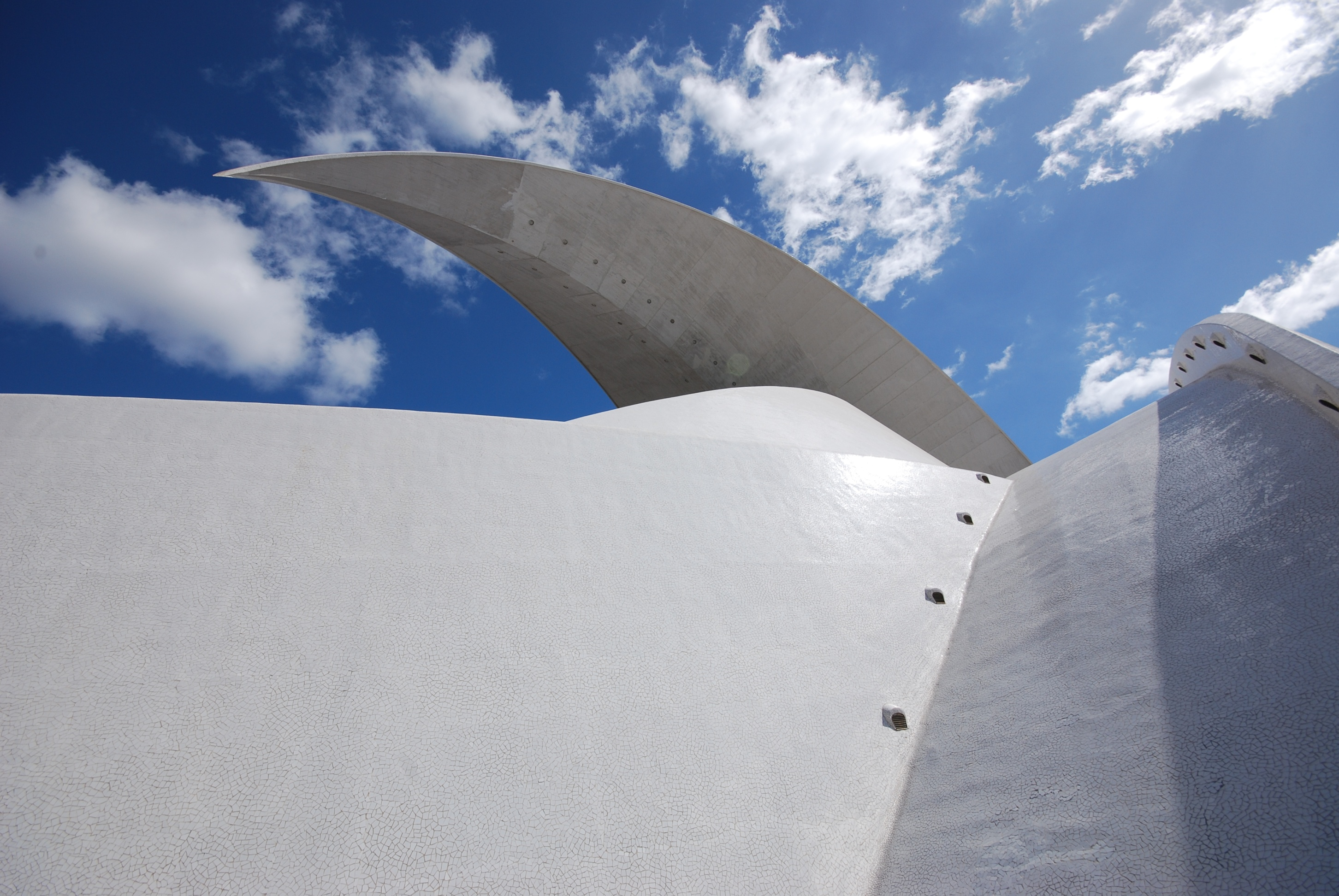
Auditorio de Tenerife.
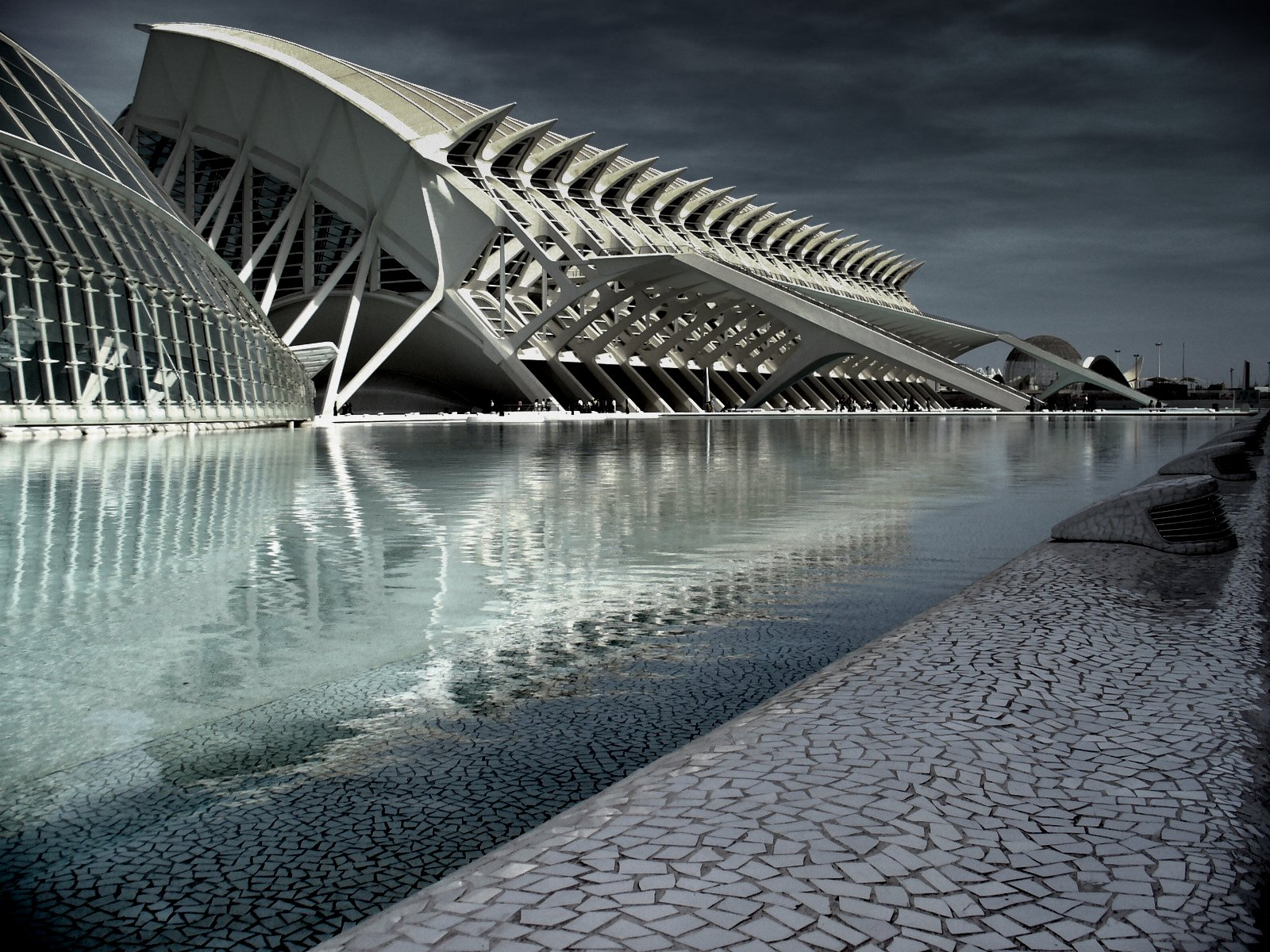
Ciudad de las Artes y de las Ciencias, de Santiago Calatrava.
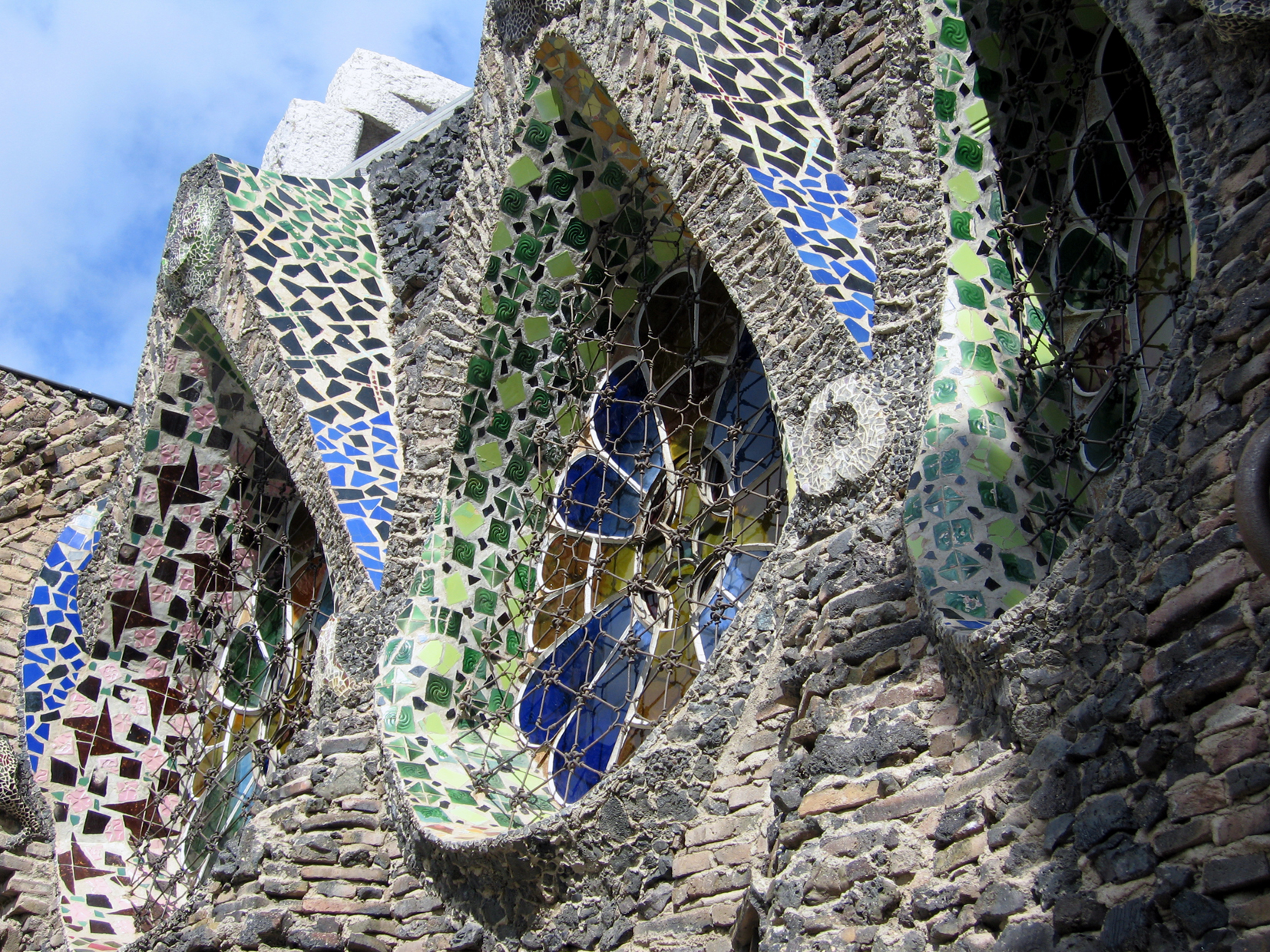
Cripta de la Colonia Güell.
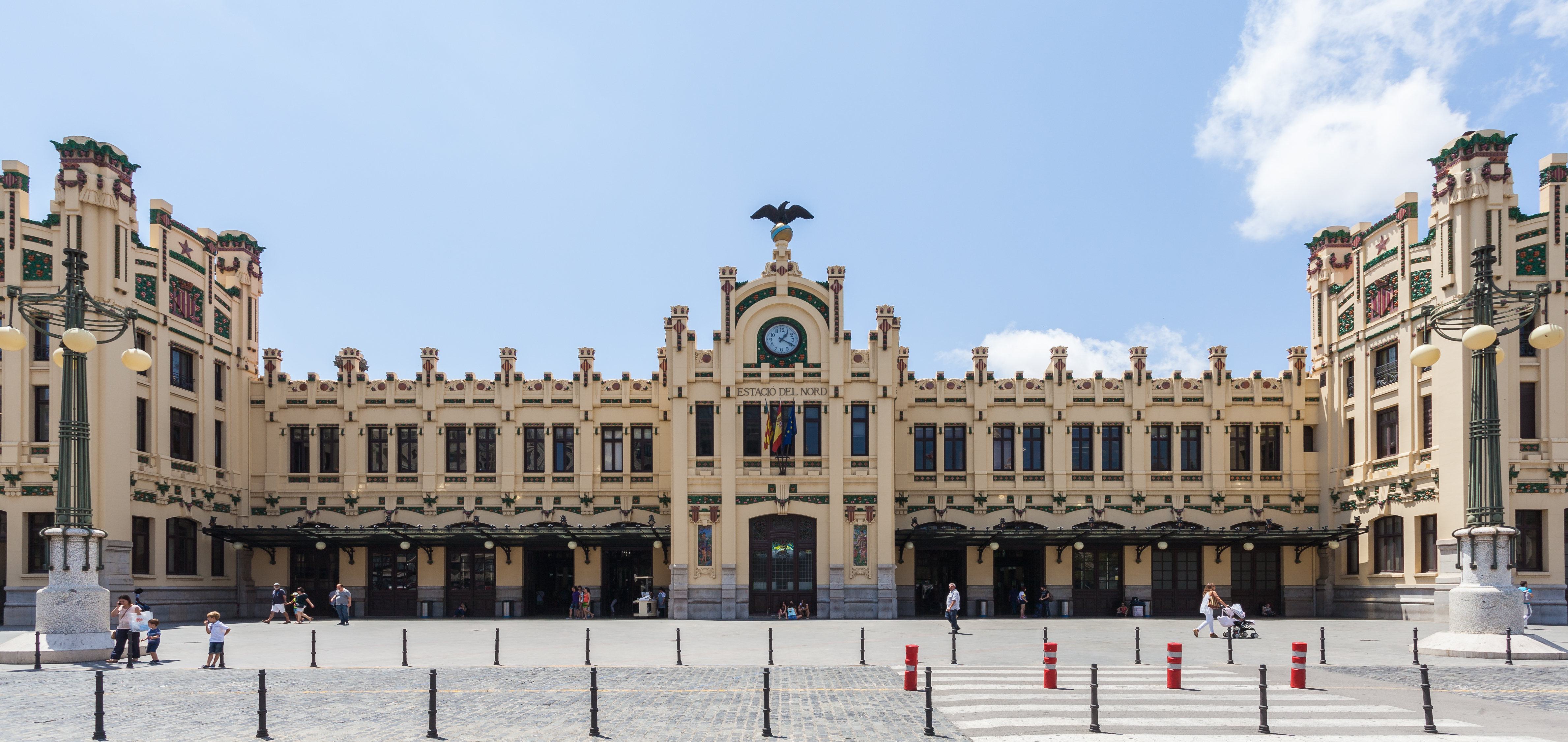
Estación del Norte, en Valencia.
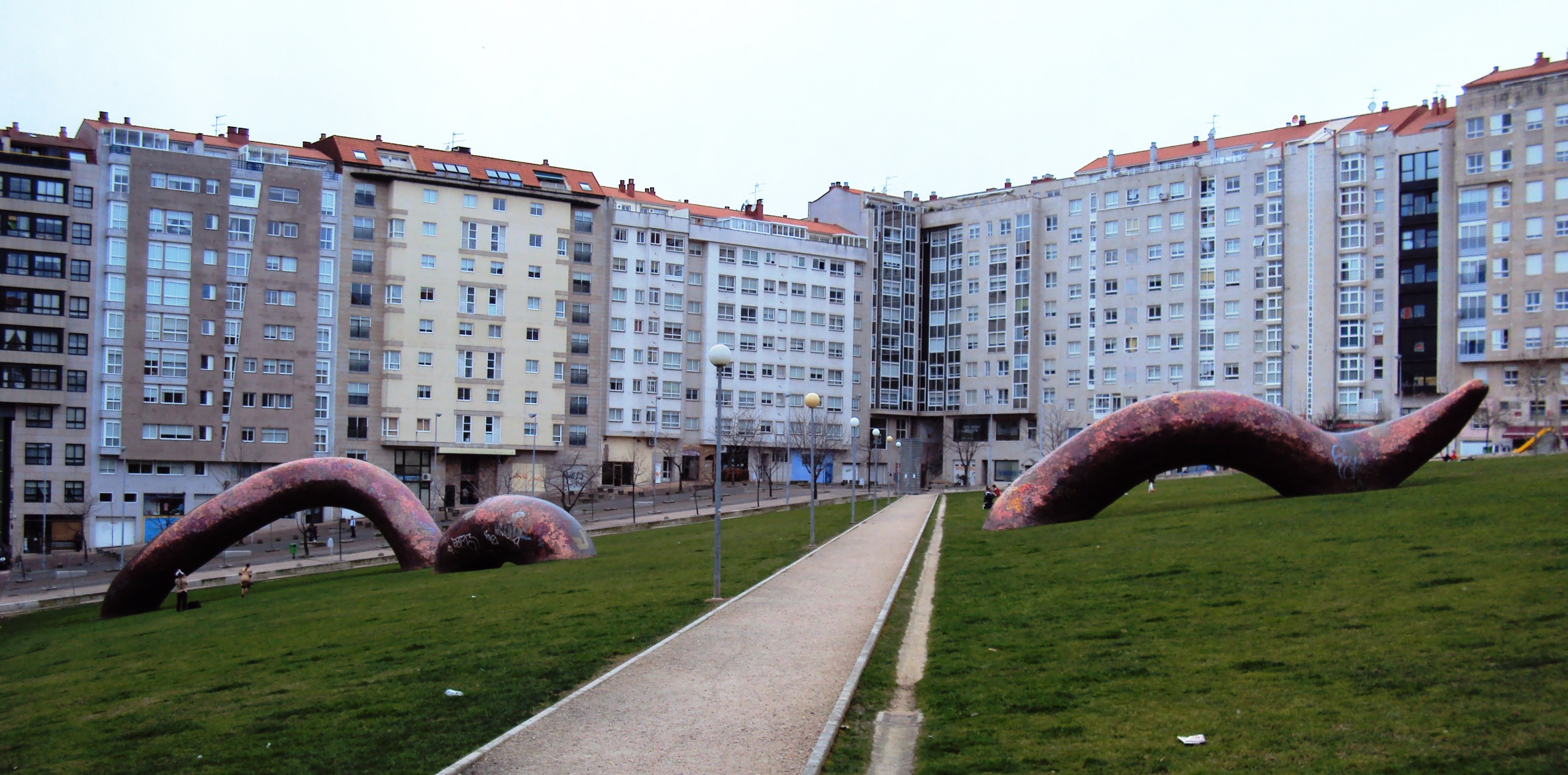
Escultura de la Miñoca, en Vigo.